# Sankt Wolfgang im Salzkammergut
Sankt Wolfgang im Salzkammergut osztrák mezőváros Felső-Ausztria Gmundeni járásában. 2018 januárjában 2770 lakosa volt. 

## Elhelyezkedése

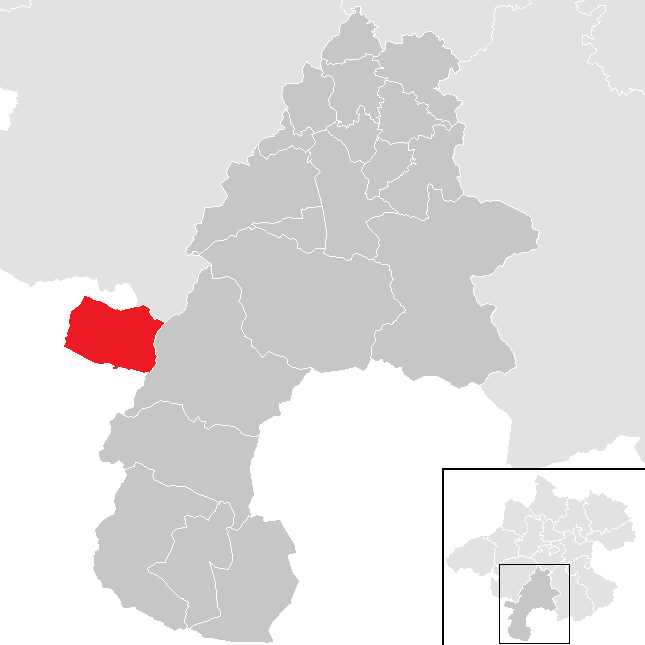
Sankt Wolfgang im Salzkammergut a Gmundeni járásban

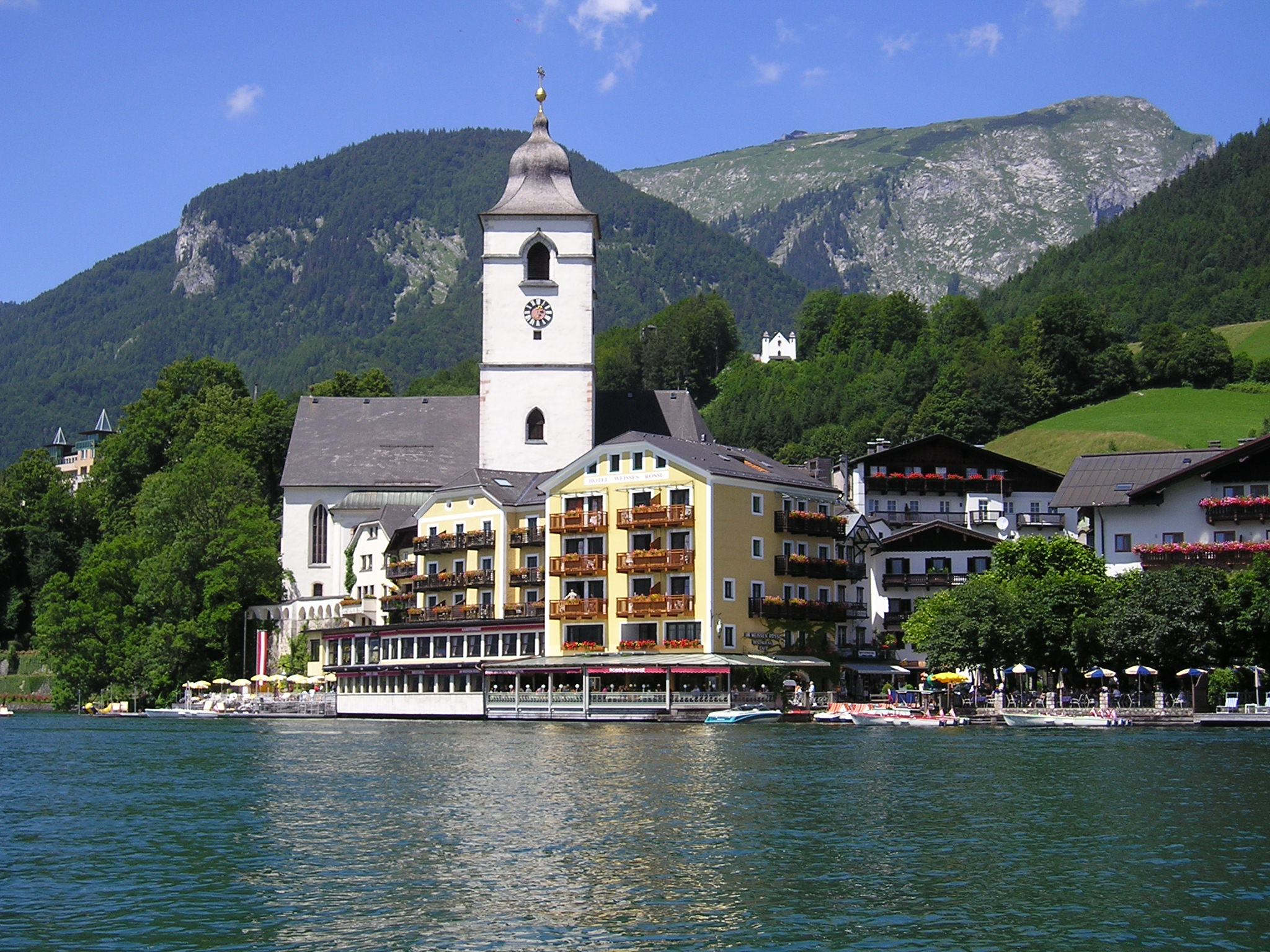
A Szt. Wolfgang-plébániatemplom és a Hotel Weißes Rössl

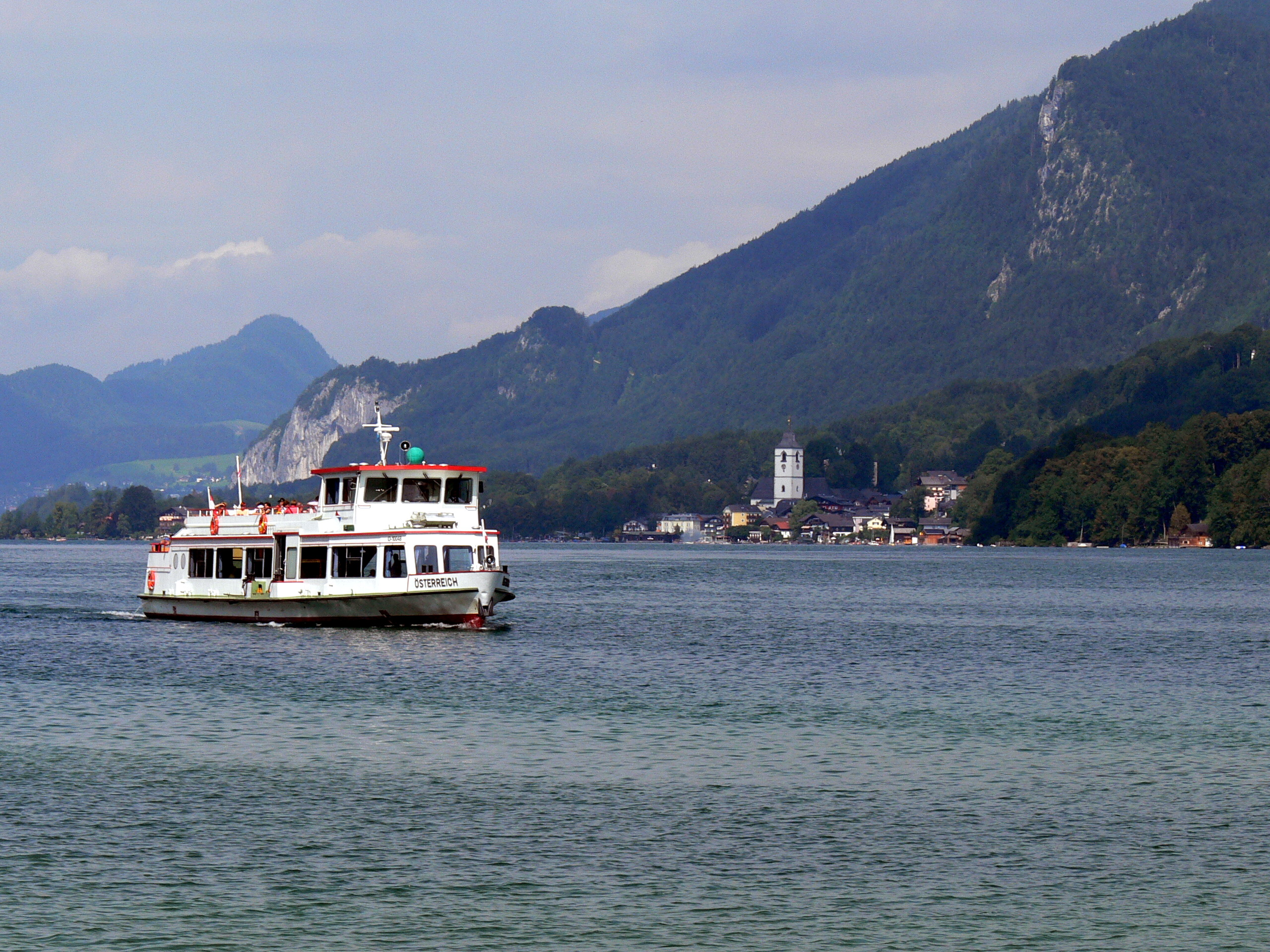
A Wolfgangsee St. Wolfgangnál

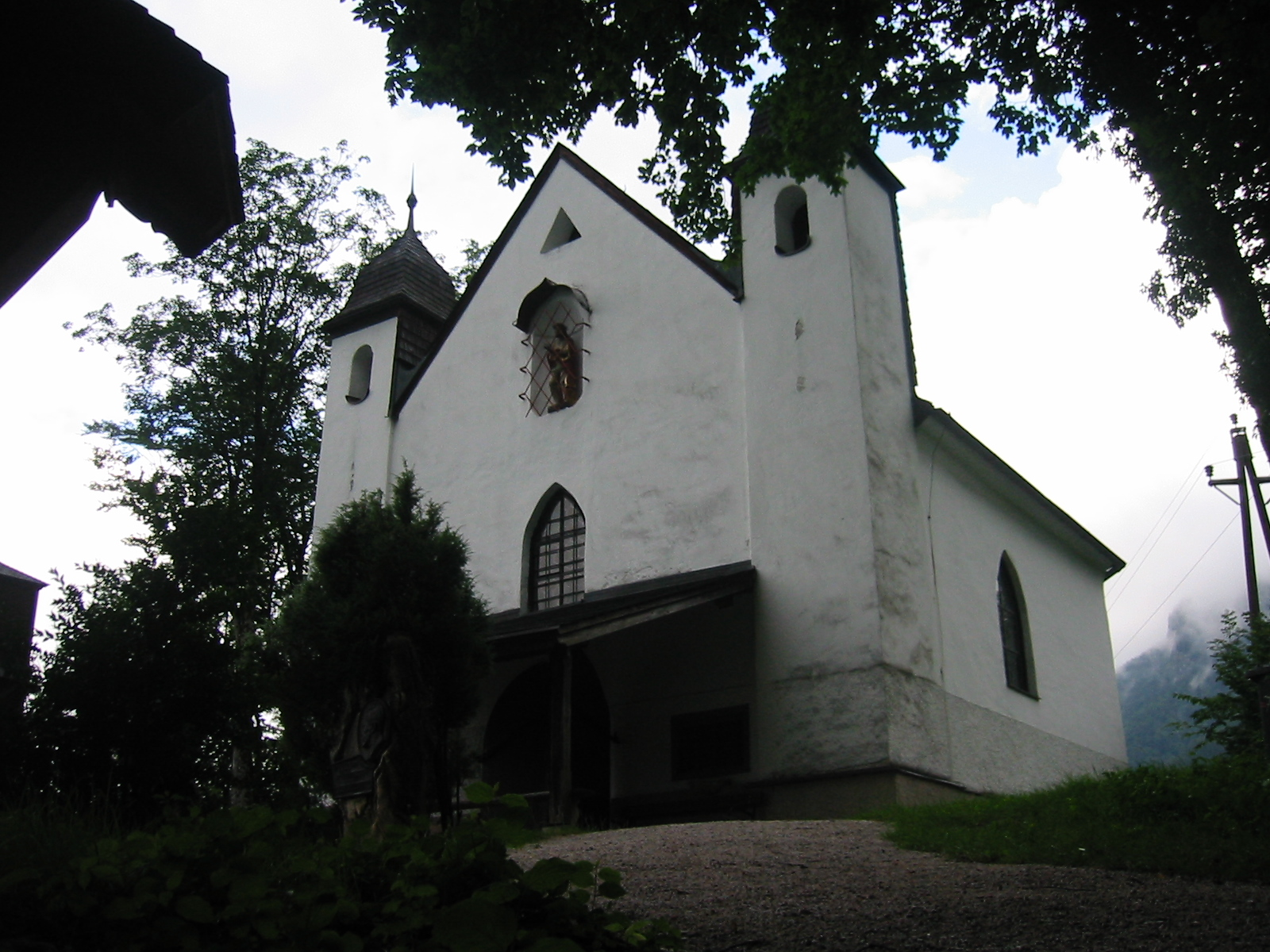
A kálváriakápolna

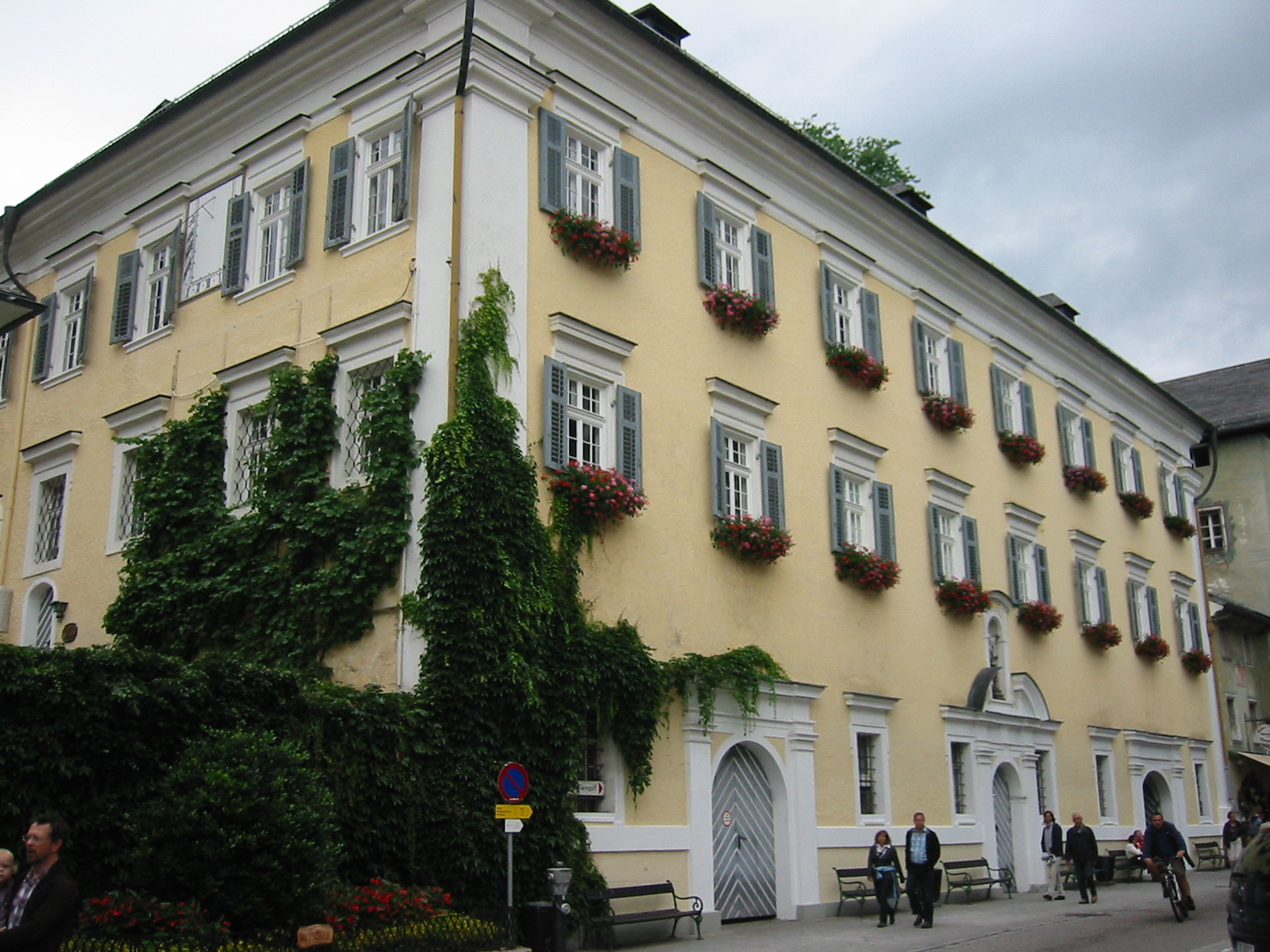
A kastély (volt plébánia)

Sankt Wolfgang im Salzkammergut Felső-Ausztria Traunviertel régiójában fekszik a Salzkammergut területén, Wolfgangsee északkeleti partján, a Salzkammerguti-hegységhez tartozó Schafberg (1782 m) lábánál. Területének 62,4%-a erdő, 18% áll mezőgazdasági művelés alatt. Az önkormányzat 12 településrészt, illetve falut egyesít: Aschau (33 lakos 2018-ban), Au (357), Bürglstein (0), Graben (187), Markt (579), Mönichsreith (96), Radau (318), Rußbach (280), Schwarzenbach (199), Weinbach (336), Windhag (207) és Wirling (178).
A környező önkormányzatok: északkeletre Steinbach am Attersee, keletre Bad Ischl, délre Strobl, nyugatra Sankt Gilgen (utóbbi kettő Salzburg tartományban).

## Története
A település nevét adó Szt. Wolfgang Regensburg püspöke volt, aki, miután 976 körül meglátogatta a fennhatósága alá tartozó, közeli mondseei kolostort, remeteségbe húzódott vissza a Wolfgangsee partján. Miután 1052-ben szentté avatták, volt lakóhelyét zarándokok keresték fel és csodás gyógyulásokat is tapasztaltak. 1183-ban a mondseei apátság III. Luciusz pápa jóváhagyásával kis, román stílusú templomot emelt a helyszínen. 1318-ban nagy szálláshelyet építettek a zarándokok számára, amelyet a 15. században tovább kellett bővíteni a zarándokok nagy száma miatt. A 15-16. században St. Wolfgang a negyedik legnépszerűbb zarándokhellyé vált a németek számára (Róma, Aachen és Einsiedeln után). 1506-ban a mondseei kolostorról I. Miksa császárra szállt a régió (a Mondseeland) hűberúri joga. 1567-ben II. Miksa császár St. Wolfgangnak mezővárosi jogot és címert adományozott.
A reformáció miatt a szentek kultusza jelentősen visszaesett, ám az ellenreformáció után a zarándokhely népszerűsége visszatért. II. József egyházreformja ismét visszavetette a zarándokok számát, 1791-ben pedig felszámolták a mondseei apátságot.
St. Wolfgang életében az újabb nagyobb fellendülés a 19. század közepén következett be, amikor a szomszédos Bad Ischlbe költözött Ferenc József császár nyári rezidenciája. A tó számos látogatót vonzott és az udvart követő festők számos alkalommal megörökítették a környező tájat. 1873-ban a tavon megindult az első lapátkerekes gőzhajójárat. 1930-ban Berlinben bemutatták a Wolfgangseenél játszódó "A Fehér Ló fogadó" (Im weißen Rössl) c. operettet, amely divatossá tette a környéket, világhírű filmsztárok keresték fel a tavat és a városkát. Még közvetlen légijárat is indult Berlinből St. Wolfgangba, a hidroplánok a Grand Hotel előtt landoltak a tavon.
A köztársaság 1918-as megalakulásakor St. Wolfgangot Felső-Ausztria tartományhoz sorolták. Miután Ausztria 1938-ban csatlakozott a Német Birodalomhoz, az Oberdonaui gau része lett; a második világháború után visszakerült Felső-Ausztriához. A mezőváros 1951-ben vette fel a St. Wolfgang in the Salzkammergut nevet.
St. Wolfgang elsősorban az idegenforgalomból él, bár jelentősége az utóbbi évtizedekben visszaesett. Míg 1990-ben 1 300 000 vendégéjszakát regisztráltak a Wolfgangsee-körüli településeken, 2015-ben már csak 885 000-et.

## Lakosság
A Sankt Wolfgang im Salzkammergut-i önkormányzat területén 2018 januárjában 2770 fő élt. A lakosságszám 2011-ben érte el a csúcspontját 2843 fővel, azóta némileg visszaesett. 2016-ban a helybeliek 91,2%-a volt osztrák állampolgár; a külföldiek közül 3,1% a régi (2004 előtti), 2,6% az új EU-tagállamokból érkezett. 2,1% a volt Jugoszlávia (Szlovénia és Horvátország nélkül) vagy Törökország, 1% egyéb országok polgára. 2001-ben a lakosok 86,8%-a római katolikusnak, 3,6% evangélikusnak, 2,6% ortodoxnak, 1,4% mohamedánnak, 4,1% pedig felekezeten kívülinek vallotta magát. Ugyanekkor 9 magyar élt a mezővárosban. A legnagyobb nemzetiségi csoportokat a német (93,4%) mellett a szerbek (2,1%) és a horvátok (1,3%) alkották.  

## Látnivalók
- a Szt. Wolfgang-plébániatemplom mai formáját egy 1429-es tűzvész utáni újjáépítés során nyerte el.
- a kastély és plébánia 1695-1697 között kapta mai formáját
- az evangélikus templom 1959-ben épült
- a kálváriakápolna 1837-ből
- a temetői kápolna
- 1523-ban épült polgárház a főtéren
- St. Wolfgang a csehországi Příbramban kezdődő Via Nova zarándokút végpontja

## Fordítás
- Ez a szócikk részben vagy egészben  a   St. Wolfgang im Salzkammergut című német Wikipédia-szócikk ezen változatának fordításán alapul.  Az eredeti cikk szerkesztőit annak laptörténete sorolja fel. Ez a jelzés csupán a megfogalmazás eredetét és a szerzői jogokat jelzi, nem szolgál a cikkben szereplő információk forrásmegjelöléseként.